# Say You Do
A Say You Do Janet Jackson amerikai énekesnő harmadik kislemeze bemutatkozó, Janet Jackson című albumáról. 1983-ban jelent meg. A Billboard Hot 100 slágerlistán az 58., az R&B-slágerlistán a 15., a dance listán a 11. helyre került, ez volt Janet első top 20 dance slágere.
A dalnak két albumváltozata van, a CD-re és a kislemezre a hosszabb, 6:48 perces változat került, a Specially Remixed Version, míg a hanglemezre a rövidebb (5:20).
Jackson 2008-as Rock Witchu turnéja volt az első turné, amin előadta a dalt.

## Hivatalos változatok/Remixek
- Say You Do (Album version) – 5:20
- Say You Do (Edited Version) – 3:48
- Say You Do (Specially Remixed Version) – 6:49

## Számlista[1]
12" kislemez (USA, Hollandia)
1. Say You Do (Specially Remixed Version)
2. You’ll Never Find (A Love Like Mine)

## Helyezések
| Slágerlista (1983)                             | Legmagasabb helyezés |
| ---------------------------------------------- | -------------------- |
| USA Billboard Hot R&B/Hip-Hop Singles & Tracks | 15                   |
| USA Billboard Dance Music/Club Play Singles    | 11                   |